# Roland Hemeling
Roland Hemeling (* 18. August 1953 in Osterode am Harz) ist ein Flottillenadmiral a. D. der Marine. Er war in seiner letzten Verwendung von Januar 2013 bis Dezember 2015 stellvertretender Amtschef des Streitkräfteamtes und General Fachaufgaben in Bonn. Er war zugleich Standortältester in Bonn.

## Militärische Laufbahn
Hemeling trat 1972 nach dem Abitur als Offizieranwärter der Crew VII/72 in den Dienst der Bundeswehr und absolvierte die Ausbildung zum Marineoffizier. Von 1976 bis 1979 studierte er Electrical Engineering am Royal Naval Engineering College HMS Thunderer in Manadon, Plymouth. Danach diente er auf Schnellbooten und Zerstörern. Es schloss sich eine Vielzahl von Verwendungen im Marineamt, im Personalamt der Bundeswehr, in der Stammdienststelle der Bundeswehr sowie im Bundesministerium der Verteidigung in Bonn an. Zuletzt war Hemeling dort Referatsleiter II 2, Führung Streitkräfte.
Hemeling ist Absolvent des US Naval War College.